# Liste von Plätzen und Alleen in der Altstadt von Regensburg
Die Liste von Plätzen und Alleen in der Altstadt von Regensburg enthält Plätze, besondere Orte, Alleen und Parks in Regensburg, die im Bereich der zum UNESCO-Welterbe gehörenden Altstadt von Regensburg liegen oder diesem Bereich nah benachbart sind.

## Vorbemerkungen zum erfassten Areal
Der Bereich der zum UNESCO-Welterbe gehörenden heutigen Altstadt von Regensburg geht an einigen Orten über den Bereich der mittelalterlichen Altstadt hinaus, die bis 1860 am südlichen Ufer der Donau verlief und von der Mitte des 19. Jahrhunderts abgebrochenen Stadtmauer begrenzt war. Der heutige UNESCO-Welterbe-Bereich von Regensburg umfasst aber auch die bis 1924 noch nicht zu Regensburg gehörende bayerische Kleinstadt Stadtamhof am nördlichen Ufer der Donau. Deshalb sollte hier auch der Bereich der im Stadtgebiet von Regensburg fließenden Donau mit den beiden Donauinseln Oberer Wöhrd und Unterer Wöhrd erfasst werden. Auch Plätze und Alleen im Vorort Stadtamhof sollten aufgenommen werden.
Ab 1800 wurde die damalige Altstadt am Südufer der Donau von der meist zweireihigen Baumallee umgeben, deren Verlauf sich überwiegend an der damals noch existierenden Stadtmauer orientierte. Die Allee endete im Westen bzw. im Osten an den Orten der ehemaligen West- bzw. Ostbastei, wo jeweils Parkanlagen entstanden. Die weitgehend erhaltene heutige Baumallee wird an drei Plätzen (Platz der Einheit, Ernst-Reuter-Platz, Stobäus-Platz) vom Verkehr beeinträchtigt. Von den drei Plätzen liegen zwei Plätze (Platz der Einheit, Stobäus-Platz) knapp außerhalb des UNESCO-Welterbe-Bereichs, werden aber mit aufgenommen.
Einige der in die Liste aufgenommenen Plätze und Alleen sind nicht mit den hier angegebenen Namen öffentlich ausgeschildert, oder ihre Namen sind nicht offiziell und nur im allgemeinen Sprachgebrauch der Einwohner gebräuchlich.

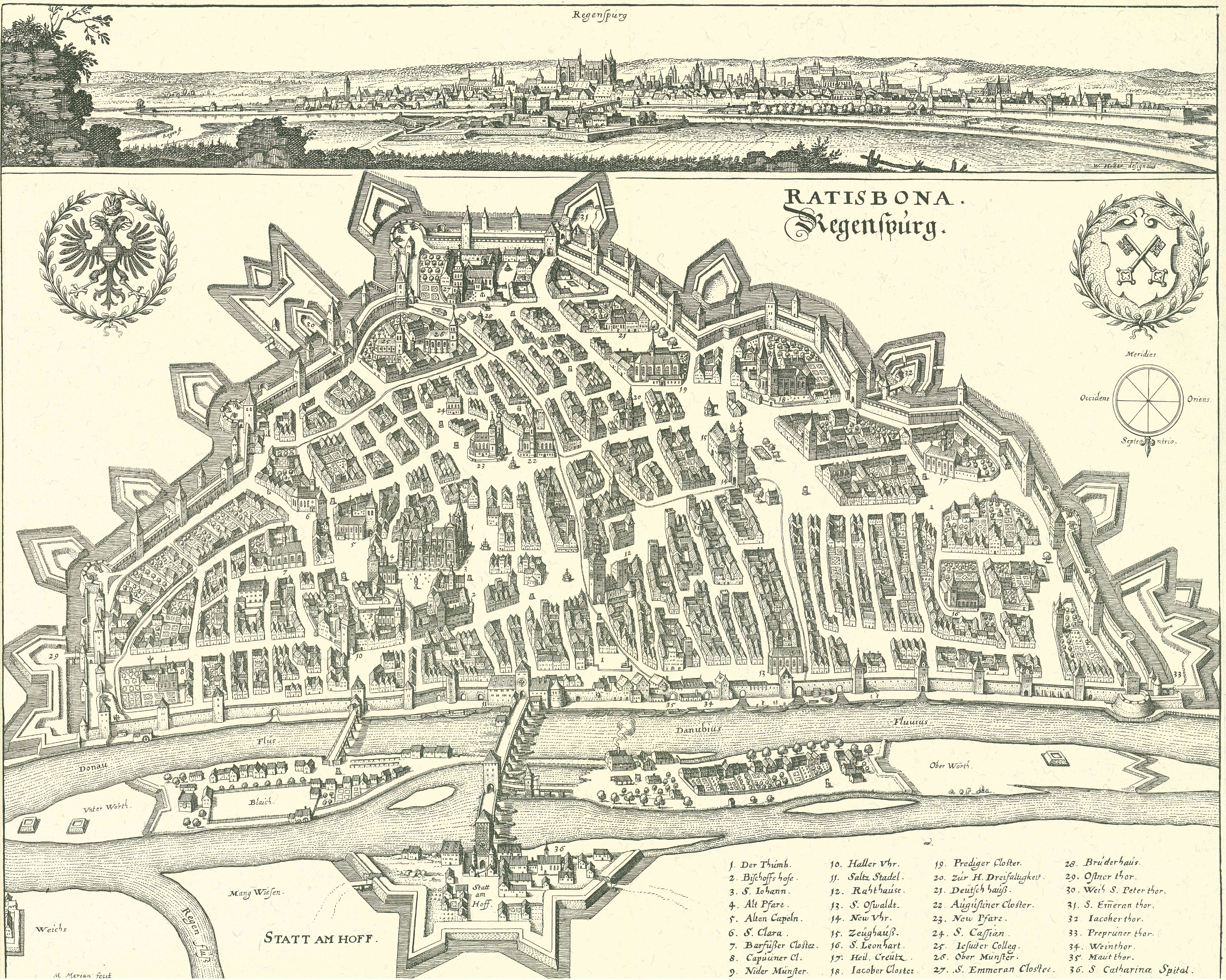
Stadtplan Regensburg mit Plätzen, Stadtmauer und Basteien

## Entstehung der Plätze innerhalb der von der Stadtmauer umfassten Altstadt
In der dicht bebauten Altstadt von Regensburg mit ihren meist schmalen Straßen und Gassen sind die im Laufe der Jahrhunderte entstandenen Plätze wichtige Strukturelemente, die nicht nur das heutige Erscheinungsbild der Altstadt gliedern und prägen, sondern auch die hohe Aufenthaltsqualität in der seit 1990 zunehmend verkehrsberuhigten Altstadt ausmachen. Die Entstehung der ersten Plätze erfolgte bereits zur Römerzeit und berücksichtigte das damalige Wegenetz und Lage und Abmessungen der damaligen Bauten innerhalb des ummauerten römischen Legionslagers Castra Regina. Die Entwicklung der Plätze außerhalb des Römerlagers folgte dem Verlauf der über die vier Tore an das Römerlager angebundenen Versorgungsstraßen und nutzte dort vorhandene unbebaute Areale. Die bereits früh besiedelten Flächen vor dem Westtor des Römerlagers wurden bereits im Zuge der ersten Stadterweiterung im frühen Mittelalter (9. Jahrhundert) durch den Bau der Arnulfinischen Stadtmauer in das Stadtgebiet einbezogen. Dafür wurde die westliche Mauer des Römerlagers abgebrochen und 500 m weiter westlich die Arnulfinische Stadtmauer erbaut. Dadurch entstanden die beiden Vorläufer der noch heute wichtigsten Plätze in der westlichen Altstadt, der Haidplatz und außerhalb der neuen Stadtmauer der große Jakobshof (benannt nach dem im 11. Jahrhundert dort erbauten Schottenkloster St. Jakob), aus dem sich viel später Arnulfsplatz und Bismarckplatz entwickelten.
Diese früh entstandenen Plätze wurden erst im Zuge der zweiten Stadterweiterung im späten Mittelalter am Ende des 13. Jahrhunderts in das Stadtgebiet einbezogen. Mit dem Bau der mittelalterlichen Stadtmauer wurden auch die östlich vor der Altstadt liegenden Altstadt-Plätze in das ummauerte Stadtgebiet einbezogen.

## Entstehung von Plätzen außerhalb der von der Stadtmauer umfassten Altstadt

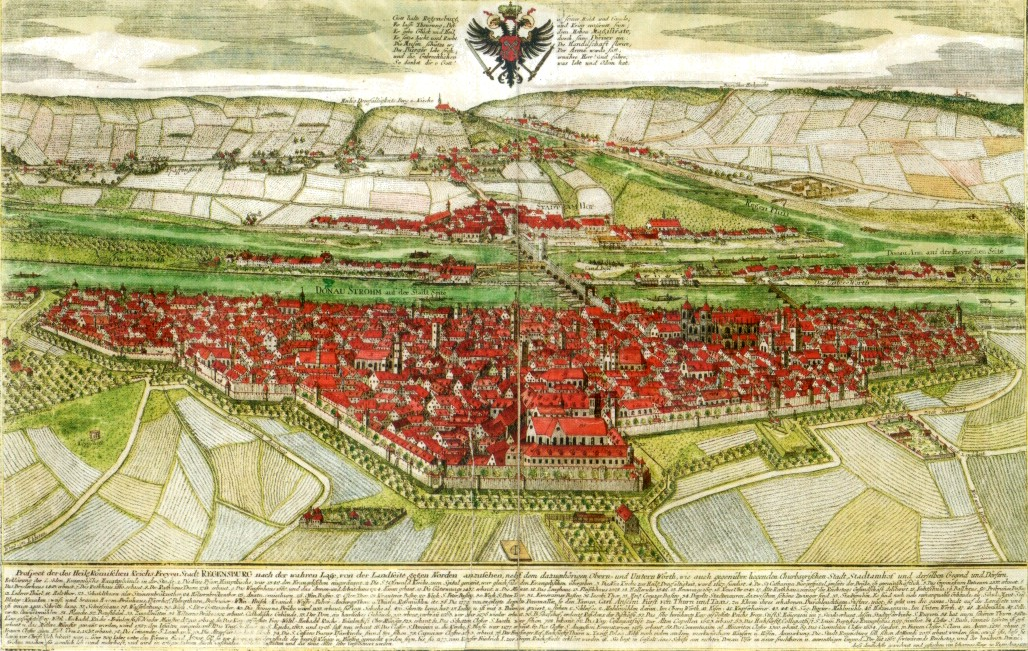
Verlauf der Fürst-Anselm-Allee (Süden)

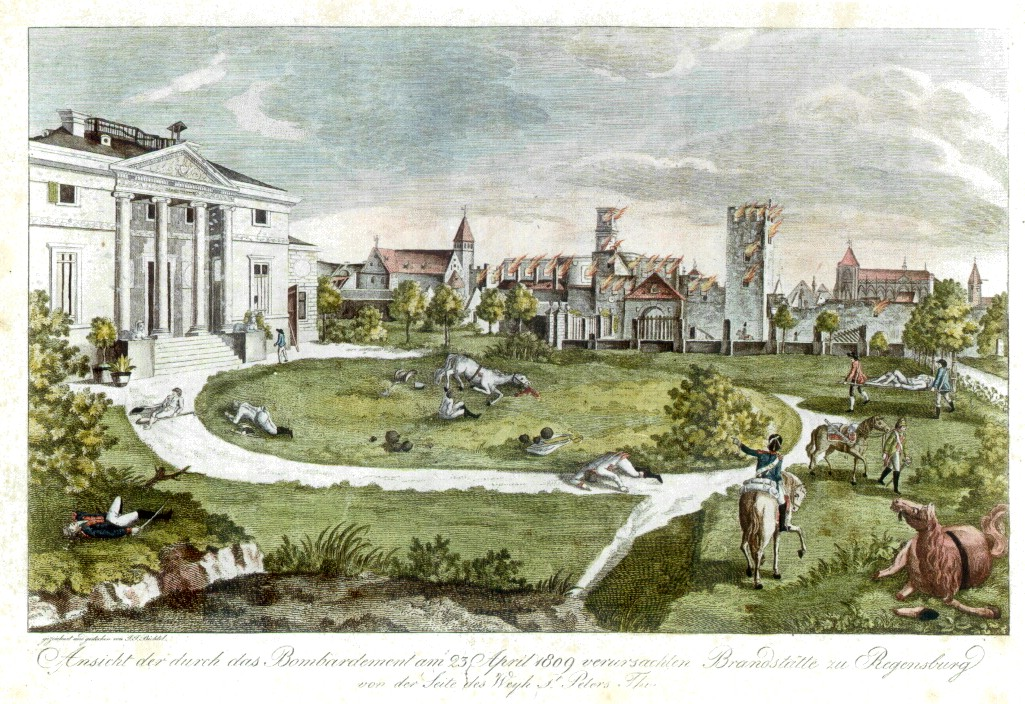
Theresens Ruh 1809, teilzerstört nach der Schlacht bei Regensburg

Eine Sonderstellung hinsichtlich seiner Verortung, seiner Ausmaße und auch seiner Benennung hat der „Ernst Reuter-Platz“. Dieser Platz hat seinen Namen nach dem damaligen Berliner Bürgermeister erst nach dem Zweiten Weltkrieg zur Zeit der Berlin-Blockade erhalten. Die Ausmaße des Platzes waren zunächst beschränkt auf einen kleinen Straßen- und Fußgängerbereich südlich der dort am damaligen Ende der Maximilianstraße nach 1945 entstanden großen Neubauten. Dort wurde 1966 auch der von Richard Triebe geschaffene Gedenkstein für Berlin platziert. Heute hat sich die Bezeichnung „Ernst-Reuter-Platz“ auf das südlich anschließende Gelände bis hin zum Bahnhof so ausgeweitet, dass sogar weitgehend auf die Bezeichnung „Bahnhofsplatz“ verzichtet wird. Das gesamte Gelände dieses großen Ernst-Reuter-Platzes war schon im Mittelalter mit dem nahe benachbarten Peterstor als dem wichtigen südlichen Zugang zur Stadt eng verbunden, wurde aber nicht „Petersplatz“ genannt, weil es außerhalb der Stadt vor der Stadtmauer lag wohl auch um Namenskonflikte mit einem anderen, kleinen Petersplatz im Dombereich und mit dem St. Peter geweihten Regensburger Dom selbst zu vermeiden. Wohl aber wurden Gebäude und Einrichtungen, die auf diesem Gelände vor dem Peterstor entstanden, mit dem Namen „Peter“ benannt, wie z. B. das Peterskirchlein, das Kloster St. Peter (Regensburg) oder auch der 1543 dort eingerichtete protestantische „Petersfriedhof“, der bis 1930 bestand und 1804 noch durch einen katholischen „Petersfriedhof“ südlich ergänzt wurde.
Nach dem Abräumen der raumgreifenden und hinderlichen Vorwerke, die der bis 1860 existierenden Stadtmauer im Süden und Westen vorgelagert waren, wurde ab 1796 die Fürst-Anselm-Allee angelegt.
Die Allee umfasste die gesamte südliche Altstadt und damit auch die beiden Friedhöfe auf dem heutigen Ernst Reuter-Platz. Während der katholische Petersfriedhof 1892 dem Bau des neuen Bahnhofs weichen musste, blieb der protestantische Petersfriedhof zunächst erhalten, wurde aber bis zu seiner endgültigen Auflösung nach 1930 nicht mehr genutzt.
Das gesamte Gelände des heutigen „Ernst-Reuter-Platzes“ südlich der 1810 neu entstandenen Maximilianstraße und ihrem südlich abschließenden Maxtor bis hin zum Bahnhof wurde integraler Bestandteil der nach 1800 entstandenen parkartigen Fürst Anselm-Allee, die durch den ebenfalls neu entstandenen Schlosspark erweitert, 1809 mit dem Kepler-Monument und mit weiteren Denkmälern und Bauten wie dem Gartenschlösschen Theresens Ruh aufgewertet wurde. Allerdings musste der Bahnhof trotz dieser Parkanlagen an die Altstadt angeschlossen werden. Das erfolgte durch Verlängerung der Maximilianstraße, bzw. ausgehend vom Dachauplatz, durch Verlängerung der „Klarenangerstraße“, die zur „D. Martin-Luther-Straße“ wurde.

## Liste der Plätze A, B
| Name                     | Ortsangabe | Erläuterungen | Beschreibung | Umgebung | Bild |
| ------------------------ | --- | --- | --- | --- | --- |
| Ägidienplatz             | In der südwestlichen Altstadt, südlich der Gebäude des ehemaligen Dominikanerklosters. Der Platz wird genutzt als unerwünschte PKW-Ost-West-Querung der Altstadt | Benannt nach der Kloster-Kirche St. Ägid, heute genutzt als Altersheim | Ehemaliger Standort der Bleistiftfabrik Rehbach auf dem angrenzenden Gelände des heutigen Parkplatzes der Regierung der Oberpfalz. | Marschallstraße mit Gebäuden des ehemaligen Deutschen Ordens, genutzt von der Regierung der Oberpfalz. Beraiterweg, Adlergasse                                                                                | |
| Albertus Magnus Platz    | Vor dem Westportal der Dominikanerkirche des Klosters St. Blasius, am westlichen Ende der Predigergasse, die dort, von der Straße „Am Ölberg“ kommend, in den Bismarckplatz einmündet. | Der Platz ist benannt nach Albertus Magnus, der im Dominikaner-Kloster nach 1237 für kurze Zeit als Lektor tätig war. | Der kleine, nur 50 x50 m m große, quadratische Platz schließt unmittelbar an den westlich benachbarten Bismarckplatz an. | Die Predigergasse verläuft nördlich parallel. Der Beraiterweg führt nach Süden zum nur 100 m entfernten Ägidienplatz.                                                                                         | |
| Albrecht Altdorfer Platz | Der kleine Platz ist integraler Bestandteil des südöstlichen Domplatzes und wurde ohne sichtbare Begrenzungen westlich vom Herzoghof platziert und mit einem Brunnen, geschaffen von Fritz Koenig, gekennzeichnet.                                                                              | Der Platz ist benannt nach dem Regensburger Maler Albrecht Altdorfer. | Ein Durchgang durch den östlich begrenzenden Herzogshof führt direkt auf den Alten Kornmarkt | Ein schmaler Gebäudedurchgang führt südlich in die Salzburger-Gasse, die den Altdorferplatz mit dem südlich gelegenen Platz „Am Frauenbergl“ verbindet                                                        | |
| Alter Kornmarkt          | 1 km nördlich des Bahnhofs in Verlängerung von Maximilianstraße und Speichergasse gelegen in der zentralen Altstadt. | Benannt nach der bis 1825 andauernden Nutzung als Getreidemarkt. Heutige Nutzung als Autoparkplatz und als Wochenmarkt. | Randbebauung mit Baudenkmälern, wie Herzogshof Stiftskirche zur Alten Kapelle, Römerturm, Karmelitenkloster Stiftskirche Niedermünster. | Domplatz Speichergasse Pfluggasse Kapellengasse Niedermünstergasse | |
| Am Beschlächt            | Ein frei begehbarer, mitten im Südarm der Donau verlaufender, Steindamm, der die Steinerne Brücke unterquert. Vom Damm gute Sicht auf die Altstadt, jedoch ist der Damm zur Donau hin nicht durch Gitter gesichert.                                                                             | Der 20 m breite und 600 m lange Steindamm verbindet die beiden Donauinseln Oberer Wöhrd und Unterer Wöhrd fußläufig | Der Damm wurde um 1380 errichtet und mit eingerammten Holzpfeilern befestigt. Der Damm diente bis zum Ende des 18. Jahrhunderts als Standort für viele wassergetriebene Mühlen.                                                                              | Der Damm ist nicht unmittelbar an Straßen angebunden. Er ist von Westen fußläufig erreichbar über die Müllerstraße. Von Osten ist der Damm erreichbar über die Eiserne Brücke und die Proskestraße.           | |
| Am Königshof             | Ein am südlichen Ende der Altstadt versteckt verlaufender, gewinkelter Straßenzug, der sich nach Süden platzartig erweitert, dort wo die Römermauer und die mittelalterliche Stadtmauer ihre Südostrundungen hatten. Reste der gerundeten Mauerzüge, nach 1945 ausgegraben, sind dort sichtbar. | Die Bezeichnung Königshof geht zurück auf einen dort gelegenen königlichen Wirtschaftshof im frühen Mittelalter und/oder auf den bayerischen König Ludwig II., als dem Initiator des Baus der westlich benachbarten Maximilianstraße, nach dem die Königsstraße benannt wurde.                                                                     | Die südliche platzartige Erweiterung ist mit Informationstafeln Ausgangspunkt für einen Stadtrundgang, der dem Verlauf der ehemaligen Römermauer folgt. Der nächste Abschnitt der Römermauer findet sich 300 m nördlich im Untergeschoss des Dachauplatzes   | Der gewinkelte Straßenzug schließt im Westen an die Maximilianstraße an und setzt die Grasgasse fort. Die südliche platzartige Erweiterung wird südlich und östlich von der D.-Martin-Luther-Straße begrenzt. | |
| Am Frauenbergl           | Ein Platz auf leicht erhöhtem Gelände südlich der Gebäude der ehemaligen Dompost, deren Gebäude den Platz getrennt vom Domplatz. trennen | Der Name des Platzes leitet sich von einem noch erhaltenen Marienbild ab, das in der ehemaligen St. Kilians-Kapelle stand. | Die zu einem Platz erweiterte Gasse verbindet fußläufig auf kurzem Weg den Neupfarrplatz mit dem Domplatz und dem Alten Kornmarkt | Pfauen-Gasse und Salzburger-Gasse binden den Platz an die umgebenden Straßen und Plätze an. | |
| Am Peterstor             | Platzartige Erweiterung des Petersweges von Osten kommend nach der Brücke über den ehemaligen Stadtgraben. Dort verzweigt sich der Petersweg, der weiter zum Parkhaus führt und am Emmeramsplatz endet.                                                                                         | Der Platz hat seinen Namen nach dem wichtigen und mit drei Türmen stark befestigten südlichen Peterstor, von dessen Bauten kaum noch Reste erhalten sind. Hier war auch der Standort des Südtores des römischen Legionslagers Castra Regina. | Das Peterstor wurde im Laufe der Schlacht bei Regensburg stark zerstört. Die Ruinen der Tortürme wurden erst 1875 endgültig entfernt. Reste der Römermauer und der Stadtmauer finden sich in benachbarten Häusern.                                           | Vom Peterstor aus führt die Fröhliche Türkenstraße in die Altstadt auf direktem Weg nach Norden zum 500 m entfernten Domplatz.                                                                                | |
| Am Wiedfang              | Gelegen am südlichen Ufer der Donau, im Osten getrennt von der Steinernen Brücke durch den Amberger Salzstadel und westlich begrenzt durch ein im 16. Jahrhundert errichtetes Gebäude, das nach der Aufschüttung eines mittelalterlichen Hafenbeckens entstand.                                 | Der Name des Platzes stammt aus dem Mittelhochdeutschen „Wit“ für Holzscheit, und „fand“ für „ernten, finden“ und weist auf die Nutzung des Platzes als Holzlagerplatz hin. Im Mittelalter befand sich hier ein vor der Strömung geschütztes Hafenbecken, das durch einen Kanal mit dem Platz bei der historischen Wurstkuchel verbunden war.      | Der Name Am Wiedfang gilt auch für die parallel zum Donauufer hinter der ehemaligen Stadtmauer nach Osten führende schmale Gasse, die am ehemaligen Fischmarkt in der Goldenen-Bären-Straße endet.                                                           | Südlich des Platzes verläuft die Goldene-Bären-Straße, die als Verlängerung der Keplerstraße nach Osten verläuft und dort als Thundorferstraße und wichtige Bustrasse die Altstadt durchquert.                | |
| Arnulfsplatz             | Gelegen im Westen der Altstadt, Endplatz des die Altstadt querenden Ost-West-Durchgangs-Straßenzuges, der am Ostentor beginnt und als Ludwigstraße beim Arnulfsplatz mit dem nicht erhaltenen Uhrenturm Neue Uhr endete.                                                                        | Der Name des Platzes geht zurück auf den bayerischen Herzog Arnulf I., den Erbauer der Arnulfinischen Stadtmauer.Vor der Mauer bildete sich ein großer Platz, aus dem der Arnulfsplatz hervorging, der zunächst als „Unterer Jakobsplatz“ bezeichnet wurde. Das entsprach dem „Oberen Jakobsplatz“ als dem Vorläufer des späteren Bismarckplatzes. | Der Platz ist das Ende eines städtischen Ost-West-Straßenzuges, war schon immer stark verkehrsbelastet und wird auch heute noch von vielen Nahverkehrs-Buslinien genutzt. Die südliche Randbebauung wird durch das Theatergebäude geprägt                    | Ludwigstraße, Weißgerbergraben, zur schönen Gelegenheit, Rote Löwen Straße, Kreuzgasse, Schottenstraße | |
| Augustinerplatz          | Als Augustinerplatz wird der Platz am südlichen Ende der gewinkelten Augustinergasse bezeichnet, die von der Oberen Bachgasse nach Osten abzweigt und dann nach Süden verläuft. Der Platz schließt dort an die Rote Sternen-Gasse an.                                                           | Der Platz und die Gasse tragen ihren Namen nach dem nördlich benachbarten ehemaligen Augustinerkloster, dessen Kirche und Klostergebäude früher den gesamten Raum zwischen Neupfarrplatz, Oberer Bachgasse und Pfarrergasse einnahmen. Das Kloster wurde 1810 aufgelöst, Kirche und Gebäude weitgehend abgerissen.                                 | Der Platz liegt heute so abgelegen mitten in der dort dicht bebauten Altstadt, dass er keine gestaltende Bedeutung hat und nur für die Anwohner und deren Autostellplätze von Bedeutung ist.                                                                 | Umgebende Straßen: Pfarrergasse und Rote Sternen-Gasse. Das ehemalige Klostergelände wurde 1830 verkauft, die Kirche und ein Großteil der Klostergebäude abgebrochen und durch Neubauten ersetzt.             | Ehem. Augustinerkloster, heute Gaststätte Augustiner, mehrflügeliger, dreigeschossiger Walmdachbau, um 1700. |
| Bismarckplatz            | Gelegen im Westen der Altstadt und Endplatz der am Neupfarrplatz beginnenden Gesandtenstraße, die schon immer ohne Torbau in den Bismarckplatz einmündete. | Ursprünglicher Name des Platzes: „Oberer Jakobsplatz“ nach dem benachbarten Kloster St. Jakob. Nach der Aufteilung des großen Jakobsplatzes 1804 durch den Theaterbau, wurde der südlich vor dem Theater liegende Platz „Theaterplatz“ genannt. 1885 wurde der Platz nach Reichskanzler Otto von Bismarck benannt.                                 | Der fast verkehrsfreie, aber mit Tiefgarage und Buslinien angebundene Platz ist mit Infrastruktur und palaisartiger Randbebauung (Theater Regensburg, Präsidialpalais), zwei Brunnen und vielen Sitzplätzen ein beliebter Treffpunkt der jungen Bevölkerung. | Gesandtenstraße, Schottenstraße, Jakobsstraße, Beraiterweg | |
| Brunnleite               | Die im Westen der Altstadt verlaufende Lederergasse, nur getrennt von der Donau durch die parallel verlaufenden Hölzländestraße, erweitert sich am östlichen Ende platzartig zur sog. Brunnleite                                                                                                | Der Name wurde bereits 1007 genutzt und beschreibt eine Wasserquelle oder einen Wasserstau-Schwall in der Donau und das zur Donau hin abfallende Gelände | Randbebauung des Platzes ab 1600 von der Stadt variabel genutzt als Armen- und Arbeitshaus, Altersheim, Waisenhaus, Gefängnis. Nach 1810 Standort des bayerischen Militärlazaretts.                                                                          | Lederergasse, Weintinger-Gasse, Fidelgasse, Portnergasse | |

## Liste der Plätze D, E
| Name | Ortsangabe | Erläuterungen | Beschreibung | Umgebung | Bild |
| --- | --- | --- | --- | --- | ---- |
| Dachauplatz Ältester Name: „Klarenanger“, nach dem Anfang des 13. Jahrhunderts erbauten Klarissenkloster Sankt Clara. Neuzeitliche Namen nach Nutzung des Minoritenklosters als Kaserne: „Kasernenplatz“, „Exerzierplatz“, „Moltkeplatz“ | Der Platz liegt in der südöstlichen Altstadt und ist Teil des verkehrsreichen Süd-Nord-Straßenzuges, der im Süden an der Autobahn A3 als „Galgenbergstraße“ beginnt, das Klinikum, die Universität und den Bahnhof an die Altstadt anbindet und an der Eisernen Brücke über die Donau beim Museum für Bayerische Geschichte endet. | Der Platz trägt seinen Namen seit 1945 als am Kriegsende hier drei Personen von Nationalsozialisten hingerichtet wurden. Daran erinnert ein Mahnmal. | Treffpunkt vieler Buslinien. Markthalle und Parkhaus am Ort des ehemaligen Klarissenklosters, das 1809 in der Schlacht bei Regensburg komplett zerstört wurde. Im Untergeschoss Ausstellung zur dort erhalten Mauer des römischen Legionslagers. | D. Martin-Luther-Straße, Minoritenkloster. Der Platz war 1873 an der Einmündung der Drei Kronen-Gasse Fundort der steinernen Gründungsurkunde des römischen Legionslagers Castra Regina, gezeigt im Stadtmuseum an der Ostseite des Platzes. |      |
| Domplatz Beim Domplatz unterscheidet man den ca. 200 m langen südlichen Domplatz, der im Osten den kleinen Albrecht Altdorfer Platz einschließt und den kleinen westlichen Domplatz mit Blick auf die Domtürme. | Der Domplatz liegt im Zentrum der Altstand, ca. 600 m nördlich des Bahnhofs und kann von dort über die Maximilianstraße, aber auch über westlich parallel verlaufende andere Straßen erreicht werden. Der Domplatz war bis 1990 ein Zentrum des Nahverkehrs und wurde als Parkplatz genutzt. Heute ist der Platz verkehrsberuhigt und wird nur vom Elektro-Stadtbus angefahren. | Der südliche Domplatz wurde am Ende des 19. Jahrhunderts deutlich verbreitert. Dabei ging die historische südliche Bebauung verloren und das Reiterstandbild für König Ludwig I. wurde errichtet. Die historische westliche Bebauung (Heuporthaus, ehemalige Residenz für Fürstprimas Karl Theodor von Dalberg) blieb weitgehend erhalten. Von dort nach Süden führt die Residenzstraße zum benachbarten Neupfarrplatz. | Der südliche Domplatz schließt im Osten bei der Kirche St. Ulrich mit einem Torbogen zwischen dem Römerturm und dem Herzogshof an den Alten Kornmarkt an. Vom westlichen Domplatz nach Norden gehend erreicht man über den angrenzenden „Krauterermarkt“ und die „Weiße Hahnen-Gasse“ die nur 300 m entfernte Donau mit der | Steinernen Brücke. Dort ist auch der Salzstadel mit dem Besucherzentrum Welterbe und der Platz mit der Historische Wurstkuchl, von dem aus sich die Donaulände nach Osten oder Westen gut begehen lässt. |      |
| Donaulände Bis zum 19. Jhdt. Bezeichnung für Anlegestellen von Schiffen und Kähnen, die dort sicher be- und entladen werden konnten. (Wein-, Holz-, Salzlände). Nach dem Bau der Donauhäfen behielten die Länden ihre Bezeichnungen, wurden aber anders genutzt. Heute sind die „Länden“ attraktive, fußläufig verbundene Plätze und Wege am Südufer der Donau. | Die Länden verlaufen über ca. 3 km im Bereich der Altstadt am Südufer der Donau. Die Länden beginnen im Westen beim Herzogspark und gehen östlich der Nibelungenbrücke, außerhalb des Welterbebereichs über in das Gelände des Hafengebietes. | Östlich der Steinernen Brücke, die man fußläufig unterqueren kann, bis zur Eisernen Brücke wird die Donaulände als Anlegeplatz von Ausflugs-Schiffen und Museums-Schiffen genutzt. Kreuzfahrtschiffe machen nur östlich der Eisernen Brücke fest. Der stark touristisch genutzte, durch eine Ufermauer auf Straßenniveau erhöhte, platzartig erweiterte Bereich oberhalb der Donaulände wird hier „Marc-Aurel-Ufer“ genannt. | Die Donaulände östlich der Eisernen Brücke wurde 2015 beim Bau des Museums baulich stark verändert. Bis zum Ende des 2. Weltkrieges als Hafengelände mit Gleisen der Hafenbahn genutzt wurde die Donaulände nun zur Versorgung der Kreuzfahrtschiffe benötigt. Reste der Bahngleise finden sich noch vor der Nibelungenbrücke auf Höhe der Königlichen Villa wo auch eine alte Krananlage erhalten ist.                                                                                   | Die Donaulände war immer auch Bestandteil der Stadtbefestigungsanlagen mit Toren und Wehrtürmen, von denen der sog. Anatomieturm noch erhalten ist. Im engeren Bereich der dicht bebauten Altstadt gab es für einzelne Abschnitte der Donaulände spezielle Bezeichnungen, die noch heute gebräuchlich sind, wie z. B. „Holzlände“ und „Weinlände“. Die Donaulände ist an vielen Orten von angrenzenden Straßen aus erreichbar, ist durchgängig begehbar und – an manchen Stellen etwas mühsam und gefährlich – auch mit dem Fahrrad befahrbar. |      |
| Donaumarkt Seit 2019 Neuer Donaumarkt: Ein kleiner Platz nördlich vor dem Museum der Bayerischen Geschichte auf wegen Hochwassergefahr erhöhten Niveau deutlich oberhalb der Donaulände. | Bis 2019 Alter Donaumarkt: Kein historischer, sehr großer Platz auf dem niedrigen Niveau der Donaulände, der bei Hochwasser überflutet werden konnte. Der Platz entstand nach Zerstörung eines Getreidelagerhauses im 2. Weltkrieg und vergrößert sich 1964 nach Westen bis hin zur Eisernen Brücke nach Abbruch der gesamten alten Bebauung des Hafenviertels. | Alter Donaumarkt Ausmaße: ca. 250 m. von der Eisernen Brücke im Osten bis zum Österreicher Stadel bei der Schattenhofer gasse im Westen. Der Platz wurde genutzt als Großparkplatz und als Standort für Kaufhäuser, eine Wurstfabrik und für den Wochenmarkt. Zu den Hintergründen der Entstehung siehe: Entstehung des alten Donaumarktes und seine Geschichte | Neuer Donaumarkt Es ist nicht vorgesehen, wie es ursprünglich geplant war, auf dem neuen Donaumarkt wieder einen Wochenmarkt zu betreiben, weil dort keine Parkplätze eingerichtet werden können. | Der neue Donaumarkt schließt im Westen an den „St. Georgenplatz“ an. Dort ist am östlichen Ende der Straße „Unter den Schwibbögen“ die Nordostrundung der Römermauer von Castra Regina sichtbar. Der östlich des „Georgenplatzes“ am Westende der „Ostengasse“ gelegene ehemalige „Hunnenplatz“ wurde nach dem Abbruch zweier Häuser beim Bau des Museums überbaut. |      |
| Dörnbergpark Entstanden 1804–1806 im Auftrag eines jüdischen Bankiers als kleiner 2 Hektar großer Park bei einer Vorstadtvilla 500 m südlich vor der Stadtmauer, die am Bismarckplatz verlief. | Park und Villa wurden 1832 von Ernst Friedrich von Dörnberg erworben. Die Villa wurde zum heutigen Dörnbergpalais umgebaut, der Park auf 7 Hektar erweitert und 1864 mit 1400 Bäumen als Englischer Landschaftspark gestaltet. | Aus der Zeit der Parkanlage stammen einige noch vorhandene Parkbauten: Schweizer Haus / Rosarium, Gesellschaftshaus, Gärtner- und Gewächshaus. | Der Park ist seit 1938 öffentlich zugänglich, wird von einer Stiftung verwaltet und vom Stadtgartenamt gepflegt. 1947 wurden Palais, Bauten und Park unter Denkmalschutz gestellt. | Heute hat der Park Ausmaße von 380 m × 280 m und wird umschlossen von den Straßen Kumpfmühlerstraße, Augustenstraße, Wittelsbacherstraße, Hoppe / Dechbettenerstraße |      |
| Dultplatz Bis 1875 fand die Regensburger Dult auf Plätzen in der Altstadt von Regensburg statt (Neupfarrplatz, Residenzstraße). Auf Vorschlag von Bürgermeister Stobäus wurde 1875 die Dult in Regensburg eingestellt. | Die benachbarte bayerische Kleinstadt Stadtamhof nutzte die Gelegenheit und stellte nach 1875 ihre Hauptstraße und das Gelände der Flutmulde „Protzenweiher“ als Dultplatz zur Verfügung, wo heute der Rhein Main Donau Kanal verläuft. | Nach Baubeginn des Kanals musste der Dultplatz verlegt werden. Der heutige Dultplatz liegt im äußersten Nordosten abseits der Altstadt und knapp außerhalb des Welterbegebietes. | Der neue Standort ist als Dultplatz gut geeignet, denn er liegt weit abseits von Bebauung auf einem Gelände zwischen dem Nordarm der Donau und dem Kanal, benachbart von Parkplätzen. | Der Dultplatz ist vom Bahnhof fußläufig fast 2 km entfernt. Um den Dultplatz zu erreichen, muss von Süden her die gesamte Altstadt durchquert und sowohl der Hauptarm der Donau als auch ihr Nordarm auf dem Pfaffensteiner Steg überschritten werden. Von Norden her muss ausgehend von der Frankenstraße der Kanal auf der Oberpfalzbrücke überschritten werden. |      |
| Emmeramsplatz Benannt nach dem Heiligen Emmeram von Regensburg. Sein Grab befindet sich in der südlich benachbarten Klosterkirche St. Emmeram, die ebenso wie das Schloss St. Emmeram von hier aus zugänglich ist. | Der Platz liegt im südwestlichen Bereich der Altstadt und ist das westliche Ende des St. Peterswegs, der bis hier dem Verlauf der ehemaligen Stadtmauer folgt, die hier scharf nach Süden abbog. Auf allen Seiten ist der Emmeramsplatz von enger Bebauung umgeben und wäre für PKWs eine Sackgasse, wenn nicht die schmale Marschallstraße einen Durchgang westlich zum Ägidienplatz bieten würde. | Der Platz, der vom Vitusbach mit Wasser versorgt werden konnte, wurde im Mittelalter als Viehtränke genutzt und im 2. Weltkrieg für einen Löschwasserteich. Dafür mussten ein bepflanztes Rondell mit Bäumen und das Denkmal für Bischof Johann Michael Sailer weichen, das 1868, veranlasst von König Ludwig I. aufgestellt worden war. Das Denkmal wurde 2014 wieder aufgestellt, aber ohne Blumenrondell inmitten von parkenden Autos | Um dem Platz den Charakter einer Sackgasse zu nehmen, gab es frühe Planungen, durch den Abriss von Häusern westlich des Platzes Durchbrüche für Straßen zu schaffen, mit denen die im Westen verlaufende Kumpfmühlerstraße an den Domplatz im Zentrum der Altstadt angeschlossen werden sollte. Die Pläne wurden erst 1970 endgültig aufgegeben. | Die westliche und nördliche Bebauung des Platzes wird von der Regierung der Oberpfalz genutzt. Von Osten her über den St. Petersweg ist der Emmeramsplatz Teil einer PKW-Altstadtquerung, die auch die Marschallstraße und den Ägidienplatz belastet. Von Westen kann der Emmeramsplatz nur über die schmale Einbahnstraße „Eck zum Vaulschink“ erreicht werden. Von Norden her endet die Fußgängergasse „Grünes Gässchen“ am Emmeramsplatz. |      |
| Ernst-Reuter-Platz Benannt nach Ernst Reuter, dem Berliner Bürgermeister. Offiziell ist der „Ernst-Reuter-Platz“ beschränkt auf einen kleinen Bereich am Ende der östlichen Bebauung der Maximilianstraße auf Höhe vom Parkhotel Maximilian. Dieser kleine Ernst-Reuter-Platz ist heute Teil eines Geländes, das sich beidseitig der ab hier unbebauten Maximilianstraße bis zur Bahnhofstraße erstreckt. Der ursprüngliche, kleine Ernst-Reuter-Platz besteht heute aus einem schmalen Fußgängerbereich mit Brunnen und Hinweistafeln auf den hier beginnenden „Römerweg“ und aus einem breiten Straßenbereich, wo auf einer Verkehrsinsel das von Richard Triebe geschaffene Berlindenkmal leicht übersehen wird. | Von der Bevölkerung wird das mit ca. 300 m von Nord nach Süd und 200 m von Ost nach West reichende große Gesamtgelände Ernst-Reuter-Platz genannt. Der große „Ernst-Reuter-Platz“ endet im Westen am Zaun des Thurn-und-Taxis-Fürstenparks, der leider nicht frei zugänglich ist. Von West nach Ost wird der große „Ernst-Reuter-Platz“ von der Albertstraße durchquert, deren Ostabschnitt als Zentrum des Busverkehrs genutzt wird. Im Osten endet der große Ernst-Reuter-Platz an der D. Martin-Luther- und Galgenberg-Straße. | Umgeben von Bahnhof und vielen verkehrsreichen Straßen hat der große Ernst-Reuter-Platz, der insgesamt Bestandteil der denkmalgeschützten Fürst-Anselm-Allee ist, den Charakter einer großen Verkehrsdrehscheibe. Der Platz war gleichzeitig aber auch ein Standort für Geschäfte der Nahversorgung und für Büros in einem Hochhaus des Architekten Werner Wirsing, in dem auch ein Studentenheim untergebracht war. Diese Gebäude wurden 2020 abgebrochen, denn hier soll eine neuartige Verkehrsdrehscheibe für Busse und für die geplante Stadtbahn entstehen. | Auch wenn der nördliche Platz nach 1945 wegen seiner günstigen Lage attraktiv war für den Bau von damals modernen, neuartigen Hochhäusern, die heute das Ensemble der Fürst-Anselm-Allee beeinträchtigten, bleibt der Platz mit seiner historischen Vergangenheit als Friedhof und als Standort für das Peterskirchlein mit seinem Denkmal- und Baumbestand Teil der denkmalgeschützten Fürst-Anselm-Allee, ist aber wegen seiner exponierten Lage Anforderungen des Verkehrs ausgesetzt. | Ausgehend vom nordöstlichen Bereich des Platzes, wo Reste von Römermauer und Stadtmauer sichtbar sind finden sich Hinweistafeln zur römischen Vergangenheit von Regensburg und eine Informationstafel zum Regensburger Bürger Horst Bergschneider, nach dem hier die Baumallee benannt ist. Er hat sich nach 1955 für die Bewahrung der damals aufgefundenen Römermauer eingesetzt. Seit 2014 beginnt hier in Richtung Nord hin zur Donau der Weg entlang weiterer Reste der Römermauer. Im südwestlichen Bereich des Platzes wurde 2018 der bisher nicht aufgefundene, ehemalige jüdische Friedhof gesucht, konnte aber nicht gefunden werden. Benachbarte Straßen: Bahnhofsstr., Luitpoldstr., Hemauerstr., D. Martin-Luther-Str., Petersweg, Albertstr. |      |

## Liste der Plätze F, G
| Name | Ortsangabe | Erläuterungen | Beschreibung | Umgebung | Bild |
| --- | --- | --- | --- | --- | ---- |
| Fischmarkt Ein Fischmarkt in Regensburg ist seit 1256 bezeugt | Der Fischmarkt liegt am westlichen Ende der Goldenen Bärenstraße, die sich dort nach Süden platzartig verbreitert. In Verlängerung der Thundorferstraße ist die Goldene Bärenstraße, nur durch die Uferbebauung von der Donau getrennt, ein Teil der die Altstadt querenden West-Ost-Straße.                                                    | Auf der nördlichen Straßenseite schräg gegenüber vom Fischmarkt an der Donau war 1525 das Fleischhaus erbaut worden. 1529 wurde der Platz zur Nutzung als Fleisch- und Fischmarkt gepflastert und auf dem Areal des Fischmarktes mit Schöpfbrunnen und steinernen Verkaufsbänken ausgestattet. Das Fleischhaus wurde 1888 abgebrochen und durch einen Neubau ersetzt, in dem damals eine Badeanstalt (Ottobad) untergebracht war | Der Verkauf am Fischmarkt erfolgte bis zur Aufhebung des Marktes 1980 unter Nutzung der baulichen Relikte. Brunnen und Steinbank sind noch heute am Ort des ehemaligen Fischmarktes vorhanden | Von der Altstadt aus kann der Fischmarkt ausgehend vom nur 100 m südlich entfernten Rathaus über Kohlenmarkt, Zieroldsplatz und Fischgässel erreicht werden.                                                                                       |      |
| Franziskanerplatz Der Platz hat seinen Namen nach dem ehemaligen Franziskanerkloster, dessen Restbauten 1891 abgerissen wurden.                                                                                              | Der Franziskanerplatz liegt im westlichen Teil des Regensburger Ortsteils Stadtamhof und ist Teil eines 3 km langen Straßenzuges mit den drei Straßen „Am Gries“, „Andreasstraße“ und „Pfaffensteinerweg“. Der Straßenzug beginnt im Osten am Regen, durchquert den Ort parallel zum nördlichen Arm der Donau und endet im Westen am Dultplatz. | Bei der Ost-West-Querung des Ortes wird zunächst das Katharinenspital-Areal und dann der Franziskanerplatz durchquert. Das Niveau des Platzes liegt so niedrig, dass er früher bei Hochwasser häufig überflutet wurde. Heute kann der Platz durch eine mobile Hochwassermauer geschützt werden. | Das dem Platz namengebende Kloster wurde 1802 im Zuge der Säkularisation übereilt aufgelöst. Die Gebäude wurden als Gefängnis genutzt,1809 im Laufe der Schlacht bei Regensburg schwer beschädigt und 1891 abgebrochen. Im 1893 entstandenen Neubau befindet sich heute das Staatliche Vermessungsamt. | Wenn man den Platz nach Norden über die Herzog Heinrich-Str. verlässt, erreicht man an der Straße „Am Protzenweiher“ die ehemalige Flutmulde der Donau mit dem Europakanal.                                                                        |      |
| Fürst-Anselm-Allee Die Anlage der Allee wurde veranlasst von ihrem Namensgeber Fürst Karl Anselm von Thurn und Taxis, der den Bau der Allee zwischen 1779 und 1781 auch finanziert hat.                                      | Die Allee beginnt im Westen am Donauufer beim Herzogspark, Standort der ehemaligen Westbastei. Die Allee folgt dem Verlauf der damals noch erhaltenen Stadtmauer und endet im Osten beim zur Königlichen Villa gehörenden Villapark, dem Standort der ehemaligen Ostbastei.                                                                     | Die Allee wurde vor der damals noch bestehenden Stadtmauer angelegt auf dem Gelände der damals bereits verfallenen Vorwerke, deren Reste dafür abgeräumt werden mussten. | Der Verlauf der Allee, deren Baumbestand in den Folgejahren durch Fürst Karl Theodor von Dalberg noch ergänzt wurde, gibt den Verlauf der ehemaligen Stadtmauer wieder und entspricht heute in der Altstadt südlich der Donau dem Verlauf der Grenze des Weltkulturerbes.                              | Der Schlosspark von Schloss St. Emmeram kann als Teil der Allee gesehen werden, er ist aber nicht zugänglich. Auch das Areal des Ernst Reuter-Platzes ist Teil der Allee, wurde aber seit jeher und wird auch zukünftig vielfältig anders genutzt. |      |
| Gutenbergplatz Benannt nach Johannes Gutenberg. Der Platz ist kein historischer Platz. Er entstand durch Abbrüche vor 1900 im Zusammenhang mit der Ansiedelung von Gebäuden des Verlags Pustet auf der anderen Straßenseite. | Ein kleiner, mit Bäumen bestandener Platz südlich anschließend an die beidseitig eng bebaute, verkehrsberuhigte Gesandtenstraße, die den Neupfarrplatz mit dem Bismarckplatz verbindet. | Der Gutenbergplatz gewährleistet über die Einmündung der Deischgasse die fußläufige Anbindung des Emmeramplatzes und der in der südlichen Altstadt verlaufenden verkehrsfreien Gassen an die Gesandtenstraße und damit auch an die nördliche Altstadt. | Der Platz schließt im Osten an die Gebäude der ehemaligen Schnupftabakfabrik der Gebrüder Bernard an. Heute gibt es dort gastronomische Betriebe, die den Gutenbergplatz für beliebte Freisitze nutzen.                                                                                                | Die Nutzung des Platzes als Parkplatz ist auf Anwohner beschränkt, zu Gunsten eines großen Fahrradparkplatzes. Nur 100 m westlich entfernt ist die Dreieinigkeitskirche.                                                                           |      |

## Liste der Plätze H, J
| Name | Ortsangabe | Erläuterungen | Beschreibung | Umgebung | Bild |
| --- | --- | --- | --- | --- | ---- |
| Haidplatz Der Name des Platzes geht zurück auf die althochdeutsche Bezeichnung Heida für ein wild bewachsenes Landstück.                                                                                      | Der Platz ist Teil des ehemaligen Ost-West-Straßenzuges, der die Altstadt vom Ostentor bis hin zum Arnulfsplatz durchquert, wo das heute nicht mehr vorhandene Ruozanburgtor, sog. "Neue Uhr" stand. Nach 1945 war diese Straße eine Hauptverkehrsstraße auch für Busse. | Seit dem Mittelalter hatte der Platz Bedeutung als Ort von Turnieren, Versammlungen und Veranstaltungen, wurde dann aber in der Neuzeit bis 1990 als Parkplatz genutzt. Heute wird der Platz ausschließlich gastronomisch genutzt und dient ansonsten als Platz für Veranstaltungen, Versammlungen und Märkte. | Die Randbebauung des Platzes umfasst die gotischen Hausburgen Goldenes Kreuz, Neue Waag und die Arch, sowie das klassizistische Thon-Dittmer-Palais und auf der Südseite Gebäude der Bruderhausstiftung, | Rathausplatz ist nur 50 m östlich entfernt. Die Donau ist nördlich über die Weingasse zu erreichen. Der Neupfarrplatz ist über die "Rote Hahnengasse zu erreichen. Die "Krebsgasse" führt nach Süden zur Dreieinigkeitskirche. |      |
| Herrenplatz Der Name des Platzes geht zurück auf die „Ratsherren“ als Stadtregierung und weist auf stadteigenen Besitz hin.                                                                                   | Der Herrenplatz im äußersten Westen der Altstadt liegt am Ende der „Holzländestraße“, die dort in die Sackgasse „Hundsumkehr“ übergeht, die 100 m weiter an den Mauern des Prebrunnturms endet, der nur vom Herzogspark aus zugänglich ist.                              | Der Herrenplatz, nur durch die Holzlände von der Donau getrennt, ist der größte unbebaute Raum im Bereich der westlichen Vorstadt und bot in der Barockzeit Platz für damals beliebte Reiterspiele wie das Quadrillereiten und Ringelstechen. Auch heute ist der Platz ein mit Bäumen bewachsener Erholungs- und Spielplatz.                                                                                          | Auf dem Platz gab es stadteigene Einrichtungen, z. B. Lager für Holz und Malz und die durch Pferdekraft betriebene Rossmmühle. Als im Spanischen Erbfolgekrieg bayerische Truppen Regensburg besetzten, wurden Herrenplatz und Nonnenplatz als Lager für 2000 Soldaten benötigt.                                                              | Neben der Holzlände enden am Herrenplatz drei Gassen, die das alte Viertel der Handwerker durchqueren: Lederergasse, Gerbergasse und Wollwirkergasse. Der Zugang zum benachbarten Herzogspark findet sich beim Württembergischen Palais Am Singrün, oder auch am Ende der Holzlände bei der Westendstraße.                                                                                |      |
| Herzogspark Der Name des Parks geht zurück auf Herzogin Marie Sophie von Württemberg, die das zum Park gehörende Württembergische Palais nach 1843 als Residenz nutzte                                        | Der Park im äußersten Westen der Altstadt unmittelbar an der Donau gelegen, bildet den nordwestlichen Zipfel des Welterbegebietes und ist das westliche Ende der Fürst-Anselm-Allee, die die gesamte Altstadt südlich umfasst                                            | Der Park entstand auf dem Gelände der Prebrunn-Bastei, nachdem der Fürstlich Thurn & Taxissche Rat Friedrich von Müller 1804 das Basteigelände vom damaligen Landesherren Karl Theodor von Dalberg erworben hatte. | Die Prebrunnbastei wurde im Laufe der Kämpfe um Regensburg im Dreißigjährigen Krieg zerstört. 1656 wurde die Bastei mit einem neuen Wehrturm und wesentlich vergrößert in der Form wieder neu erbaut, die noch heute den Herzogspark prägt.                                                                                                   | Auf dem südlichen Nachbargrundstück ließ Friedrich von Müller das Württembergische Palais erbauen. Vom Herzogspark nach Süden führen die Straßen "Dalbergstr. verlängert von Dr. Johann Maier-Str. und der Stahlzwingerweg zum nur 400 m entfernten Stadtpark westlich vom "Platz der Einheit"                                                                                            |      |
| Holzlände Ehemaliger 500 m langer städtischer Lagerplatz für auf der Donau angeliefertes Holz. | Der als Holzlagerplatz genutzte Straßenraum am südlichen Ufer der Donau lag zwischen Herrenplatz und Weißgerbergraben. | Wegen vieler Holzdiebe wurde der Lagerplatz bewacht. Der Zugang durch die Stadtmauer erfolgte durch das „Holztor“ am Weißgerbergraben. | Der Holzbedarf war hoch, weil bis zum Amtsbeginn von Bürgermeister Oskar von Stobäus 1865 Holz auch zur Gaserzeugung genutzt wurde. | Heute ist die Holzlände eine Wohnstraße. Sie erschließt das südlich gelegene, eng bebaute Wohngebiet über südlich abzweigende Gassen bis hin zum Herzogspark. |      |
| Hunnenplatz Der Name beruht wohl nicht auf der Hinrichtung von Heerführern des Hunnenheeres nach der Schlacht auf dem Lechfeld, sondern eher auf der alten Bezeichnung „Hennen“- bzw. „Hühnerplatz“.          | Der heute nicht mehr vorhandene Platz lag am westlichen Ende der Ostengasse, die sich zur Donau hin platzartig erweiterte. Im Platz endete die von Süden kommende Kalmünzergasse.                                                                                        | Nach schweren Beschädigungen der alten Bebauung von Hunnenplatz und Kalmünzergasse im 2. Weltkrieg, wurde 1954 dort das Kolpinghauses als brachialer Querriegel erbaut. Um die benötigte beidseitige Umfahrung des neuen Gebäudes zu ermöglichen, mussten mehrere der beschädigten Häuser weichen. | Bis auf ein Haus wurde die Restbebauung 1964 abgerissen für den Bau der neu geplanten Bayerwaldbrücke als neuer Donaubrücke. Durch die Abrissmaßnahmen entstand der „Donaumarkt“. Für den Bau des Südeingangs zum neuen Museum wurde das letzte Haus des Hunnenplatzes abgebrochen.                                                           | In der Umgebung des Hunnenplatz gab es weitere Plätze (St. Georgen-Platz, Schwanen-Platz), die nach 2019 baulich aufgewertet wurden. |      |
| Jakobsplatz (Jakobshof) Historische Bezeichnung für den ehemaligen großen Platz, zwischen der westlichen Arnulfinischen Stadtmauer und dem um 1100 erbauten Schottenkloster St. Jakob (siehe auch St. Jakob). | Das Kloster lag 100 m westlich der Stadt vor der Arnulfinischen Stadtmauer, die von dort nach Norden verlief bis hin zur 500 m entfernten Donau. Ursprünglich nannte man den Freiraum zwischen Kloster und Arnulfinischer Stadtmauer „Wehr vor Burg“.                    | Als um 1300 nach dem Bau der mittelalterlichen Stadtmauer und nach Abbruch der Arnulfinischen Stadtmauer das Kloster in den Stadtraum einbezogen wurde, blieb weiterhin ein Freiraum zwischen Kloster und Stadtbebauung erhalten für den sich die Bezeichnung „Großer Jakobsplatz“ einbürgerte. Aus diesem Platz entstanden nach 1803, getrennt durch den Neubau des Theaters, der Arnulfsplatz und der Bismarckplatz | 1803 nach der Aufteilung des Jakobsplatzes lag es nahe, den Namen auf den Platz direkt nördlich vor dem Kloster St. Jakob zu übertragen. Dort war 1813 nach Abbruch der den Verkehr stark behindernden Jakobstorturmanlage ein breiter Raum entstanden, der dann aber nicht als Platz bezeichnet wurde. Heute verläuft dort die Jakobsstraße. | Auch der westlich benachbarte Platz vor dem ehemaligen Jakobstor, der Teil der Fürst-Anselm-Allee war, wurde nicht umbenannt. Er behielt den Namen „Wittelsbacherplatz“. In der Zeit des Nationalsozialismus wurde dieser Platz nach dem verstorbenen Gauleiter Hans Schemm benannt. Nach 1945 wurden zeitaktuelle Namen gewählt, zunächst „Platz der Republik“ dann „Platz der Einheit“. |      |
| Jesuitenplatz Der Name des Platzes geht zurück auf das Jesuitenkolleg St. Paul, das 1588 im verlassenen Benediktinerinnen-Kloster Mittelmünster gegründet worden war.                                         | Der Jesuitenplatz liegt zwischen der Fröhliche-Türken-Straße im Osten, der Obermünsterstraße im Norden und dem Parkhaus am St.-Peters-Weg im Süden. | Der Platz entstand im April 1809, als die Gebäude des Jesuitenkkollegs im Verlauf der Schlacht bei Regensburg zerstört wurden. | Nach dem Neubau des Parkhauses 2014 ist der Jesuitenplatz, der jahrelang als Standort von Discotheken genutzt wurde, seit 2016 in einer Phase der Umgestaltung und Neunutzung begriffen. | Nur 100 m westlich entfernt in der Obermünsterstraße befindet sich das Reichsstift Obermünster mit dem Obermünsterplatz. |      |

## Liste der Plätze K, L
| Name | Ortsangabe | Erläuterungen | Beschreibung | Umgebung | Bild |
| --- | --- | --- | --- | --- | ---- |
| Kassiansplatz (auch Cassians-Hof). Der Name des Platzes ist zurückzuführen auf eine St. Kassians-Kirche (Caßianskirche), die schon 885 erwähnt ist. Im 16. Jahrhundert wurde der Platz auch Häfermarkt genannt, weil dort Tongefäße (Häfen) verkauft wurden.                     | Der Kassiansplatz war schon immer dem nur 50 m nordwestlich entfernten größeren Neupfarrplatz eng verbunden. Der Weg über den Kassiansplatz führt südwestlich weiter über die „Vier-Eimer-Gasse“ zum „Vier-Eimer-Platz“.                                                                        | Am Beginn der 1970er Jahre wurden zahlreiche alte Bürgerhäuser am südöstlichen Ende des Neupfarrplatzes am Übergang zum Kassiansplatz und auch die alten Bürgerhäuser der Randbebauung des Kassiansplatzes (z. B. der Augsburger Hof) abgebrochen, um ein „modernes“ Umfeld für ein geplantes Großkaufhaus zu schaffen.                                                             | Zentrales Bauwerk des Platzes ist die Stiftspfarrkirche St. Kassian. Sie ist die zweitälteste Kirche in Regensburg und nur 20 m südlich vom Kaufhausneubau der 1970er Jahre entfernt. | Die Malergasse führt vom Kassiansplatz nach Süden zum Obermünsterplatz. Über die „Schwarze-Bären-Straße“ und die Kapellen-Gasse nach Nordosten erreicht man nach 200 m den Alten Kornmarkt.                                            |      |
| Kohlenmarkt Der Name des Platzes geht zurück auf den seit 1740 nachweisbaren Handel mit Holzkohle. Die ältere Bezeichnung war schlicht „Markt“ entsprechend dem dort 1374 entstandenen Marktturm, der ein Markenzeichen der Stadt war. Er brannte 1706 ab und wurde abgebrochen. | Der Kohlenmarkt im Zentrum der Altstadt am westlichen Ende der Goliathstraße, nahe dem Goliathhaus, geht nach Westen in den Rathausplatz über und nach Süden in den Zieroldsplatz, der am Fischmarkt endet, wo die Keplerstraße beginnt.                                                        | Zur Römerzeit war der Kohlenmarkt der Ort der Nord-Ost-Rundung der Mauer des römischen Legionslagers Castra Regina, die dann dem Verlauf der vom Kohlenmarkt nach Süden abzweigenden Wahlenstraße | In der Nachkriegszeit entwickelte sich der Kohlenmarkt zu einem Parkplatz. Erst nach 1985 begann die Neugestaltung der Platzfolge Kohlenmark, Rathausplatz, Haidplatz zur Fußgängerzone. Zum sichtbaren Zeichen der Entwicklung wurde der 1985 eingeweihte Granit-Brunnen auf dem Kohlenmarkt. Von vier Linden umstanden ist er ein beliebter Treffpunkt. | Der Kohlenmarkt und seine Umgebung ist durch die vielen stark frequentierten Gassen geprägt, die in ihn einmünden. Der Blick auf die Ostfassade des Alten Rathauses und auf den Rathausturm erhöht die Aufenthaltsqualität zusätzlich. |      |
| Krauterer Markt Der Name des Platzes beruht auf seiner Nutzung als Verkaufsort für das im Osten der Stadt (von der Tann-Straße, ehemalig „Krauterer Gasse“) von Stadtbauern angebaute Gemüse. Noch bis in die 1980er Jahre wurde hier Sauerkraut verkauft.                       | Der Krauterer Markt schließt unmittelbar nördlich an den kleinen westlichen Domplatz vor der Westfassade des Doms an, verläuft abfallend zur Donau hin nach Norden und endet bereits nach 200 m an dem von Ost nach West quer verlaufenden Straßenzug „Unter den Schwibbögen“, „Goliathstraße“. | Auf dem Platz herrschten unterschiedliche Rechtsverhältnisse. Die östliche Platzhälfte im Anschluss an den Dom bis hin zum Bischofshof gehörte zum kirchlichen Areal des Bischofs. Nur die westliche Hälfte, wo auch der städtische Adlerbrunnen errichtet wurde, konnte von der Stadt Regensburg als Marktfläche und für die Randbebauung mit großen Bürgerhäusern genutzt werden. | 1907 wurde der abschüssige Krauterermark auf der Westseite mit einer Terrasse gestuft und Bäume gepflanzt. | Der Krauterermarkt ist über die engen Gassen „Kramgasse“ und „Watmarkt“ (mit dem Baumburger Turm) und mit dem Gängeviertel so verbunden, dass man am Ende die „Wahlenstraße“ und den „Kohlenmarkt“ beim Rathaus erreicht.              |      |
| Leonhardplatz Der Name des Platzes leitet sich ab von der dort befindlichen Kirche St. Leonhard, die – erbaut um 1130 – als älteste Hallenkirche Bayerns gilt. | Der Leonhardplatz liegt im westlichen Westenviertel von Regensburg, umgeben von Weitoldstraße und Lederergasse und weiteren zum Teil sehr schmalen, netzartig verbundenen Gassen. | Schnell über die Weitoldstraße erreichbar ist der Eingang zum westlich benachbarten Herzogspark und zum Württembergischen Palais, in dem das Naturkundemuseum Ostbayern untergebracht ist. | Von der als romanische Hallenkirche erbauten Kirche St. Leonhard, die eine umfangreiche Baugeschichte hat, ist nur das Langhaus erhalten. | Die Donau und die Holzländestraße als Anschluss zum Stadtzentrum sind 200 m nördlich entfernt. Der Herrenplatz ist 200 m westlich entfernt und über die Gerbergasse erreichbar                                                         |      |

## Liste der Plätze M, N
| Name | Ortsangabe | Erläuterungen | Beschreibung | Umgebung | Bild |
| --- | --- | --- | --- | --- | ---- |
| Marc-Aurel-Ufer Ursprünglich Bezeichnung für einen 1990 neu gestalteten 400 m langen Uferabschnitt der Thundorferstraße zwischen dem Salzstadel im Westen und der Eisernen Brücke im Osten. Der mit Bäumen bepflanzte Uferabschnitt wurde 1990 als erhöhte, durch eine Steinmauer abgestützte Uferpromenade gestaltet. Die Promenade verläuft am nördlichen Ufer der Donau, oberhalb des befestigten Uferweges der Donaulände wo die Ausflugsschiffe und die Schiffe des Schifffahrts-Museums festmachen können. Der Uferweg kann über Abgänge erreicht werden. | Die ehemalige Stadtmauer verlief parallel zur Ufer-Stützmauer, aber ca. 10 m weiter südlich an der heutigen Fahrbahn der Thundorferstraße. Diese Straße verlief innerhalb der Stadtmauer und hieß beim Salzstadel „Am Krahncher Tor“, nach dem dort auf einem Stadtmauerturm stehenden Kran zum Be- und Entladen von Schiffen. Am Westende beim Salzstadel bildete die Stadtmauer die Rückwand der historischen Wurstkuchl | Das Marc-Aurel-Ufer ist mit Blick auf Salzstadel und Historische Wurstkuchl, auf Steinerne Brücke und museale Schiffe ein touristischer Mittelpunkt in Regensburg, der von den wichtigen Buslinien von Ost und West angefahren werden kann. Für den motorisierten Autoverkehr ist die Thundorferstraße als Kompromisslösung einer seit der Amtszeit von Bürgermeisterin Christa Meier (1990–1996) andauernden Kontroverse nur in West-Ost-Richtung befahrbar (Stand 2020). | Am Marc-Aurel-Ufer befinden sich auch die Anlegestellen für Schiffsfahrten zur Walhalla und zum Donaudurchbruch bei Weltenburg. Dort befindet sich auch ein sehr informatives Bronze-Modell der Stadt Regensburg zur Zeit des Mittelalters. | Das Besucherzentrum Welterbe findet sich im Salzstadel. Drei kurze schmale Gassen führen nach Süden zu der nur 100 m entfernten Gasse „Unter den Schwibbögen“, in der sich die Porta praetoria befindet. Die westlichste der drei Gassen, die Weiße-Hahnen-Gasse, führt über den Krauterer Markt zum Dom, dessen Türme auch vom Marc-Aurel-Ufer aus sichtbar sind. Nach der Fertigstellung des Museums der Bayerischen Geschichte östlich der Eisernen Brücke im Jahr 2019 wird auch der dort neu gestaltete Uferbereich der Donau – der ehemalige Donaumarkt – als Marc-Aurel-Ufer bezeichnet. |      |
| Neupfarrplatz Der Name des Platzes geht zurück auf die erstmalige Nutzung der Neupfarrkirche. Die Kirche wurde nach der Zerstörung des Judenviertel 1519 als katholische Wallfahrtskirche geplant, dann aber erstmals 1542 als protestantische Pfarrkirche genutzt, nachdem die Stadt Regensburg die Reformation angenommen hatte. | Der Neupfarrplatz liegt im Zentrum der Regensburger Altstadt. Als ehemaliger Standort des Regensburger Judenviertels wurde der gesamte Platz von den Gebäuden und Gassen der Juden genutzt. Im Südwesten des Platzes lag die Synagoge. Einige breitere und mehrere schmale Gassen verbanden über Tore und Türen das Viertel mit den Gassen und Plätzen der Stadt.                                                          | 1995–1997 wurden bei Grabungen Reste von jüdischen Häusern und ein Luftschutz-Ring bunker archäologisch erfasst. Auch der Standort der ehemaligen alten Synagoge wurde kokalisiert und durch ein Grundriss-Bodenrelief des Bildhauers Dani Karavan markiert. Südlich der Synagoge außerhalb des Judenviertels lag die Ende des 13. Jahrhunderts erbaute, 1838 abgebrochene Kirche des Augustinerklosters                                                                   | Nach dem Zweiten Weltkrieg wurden Gesandtenstraße in West-Ost-Richtung und anschließender Neupfarrplatz vom Busverkehr genutzt, während der nördliche Platzbereich PKW-Parkplatz wurde. Das machte den Platz attraktiv für den Bau eines Kaufhauses und nach 1960 erfolgten umfangreiche Abbruchmaßnahmen der gesamten alten Randbebauung des Platzes. Nach den folgenden Neubaumaßnahmen hatte sich der Platzeindruck völlig verändert. | In den 90er Jahren wurde der Platz verkehrsberuhigt und umgestaltet und ist heute wieder ein gern besuchter Platz mit Marktständen, der auch für den Weihnachtsmarkt und für Veranstaltungen genutzt wird. Von der ehemaligen Randbebauung blieben auf der Südseite nur das Palais Löschenkohl erhalten und auf der Ostseite die Fassade der Stadtwache. Attraktiv ist das nördlich des Platzes gelegene Tändler- und Krämerviertel, das über die Tändlergasse erreichbar ist. Südöstlich liegt der Kassiansplatz.                                                                              |      |
| Nonnenplatz Der Name des Platzes meint die Nonnen des benachbarten Dominikanerinnenklosters zum Heiligen Kreuz. Dieses Frauenkloster wurde 1233 gegründet und besteht noch heute, im Gegensatz zum Dominikanerkloster der Männer, das nach 1806 aufgelöst wurde, dessen Kirche beim Albertus Magnus Platz, dem Bismarckplatz benachbart, aber noch vorhanden ist. | Der Nonnenplatz ist eine platzartig erweiterte Straße, die von der „Weitoldstraße“ im Norden, von Gebäuden und Gärten des Klosters der Dominikanerinnen, vom anschließenden „Stahlzwingerweg“ im Süden und von der Straße „Am Judenstein“ im Osten umschlossen wird. | Das Kloster der Dominikanerinnen als Namensgeber des Platzes wurde im Laufe der Säkularisation nicht aufgelöst, weil die Nonnen im Auftrag des regierenden Fürstprimas Karl Theodor von Dalberg den Schulunterricht der Mädchen übernehmen sollten. | Das klassizistische, palaisartige Walmdachhaus Am Nonnenplatz 8 wurde um 1805 erbaut von Emanuel Herigoyen für den Besitzer der nahe benachbarten, ehemaligen Porzellanmanufaktur „Am Singrün“. | Die benachbarte Straße „Am Judenstein“, trägt ihren Namen seit 1644 nach einem jüdischen Grabstein aus dem Jahr 1374, der vom 1519 zerstörten jüdischen Friedhof stammt und heute an der Nordostecke des Schulgebäudes der Kreuzschule steht. |      |

## Liste der Plätze O, P
| Name | Ortsangabe | Erläuterungen | Beschreibung | Umgebung | Bild |
| --- | --- | --- | --- | --- | ---- |
| Obermünsterplatz Der Name des Platzes geht zurück auf das Reichsstift Obermünster, das im 9. Jahrhundert gegründet und 1810 im Zuge der Säkularisation aufgelöst wurde. | Der Platz gibt dem südwestlichen Stadtviertel den Namen, ist von der nördlich des Platzes verlaufenden Obermünsterstraße durch Bebauung getrennt und von dort aus zu erreichen. | Im 2. Weltkrieg wurden die Stiftskirche und Teile der Stiftsgebäude zerstört. Der Turm der Kirche blieb erhalten. Der Platz begrenzt die von katholischen Einrichtungen genutzten Gebäude nach Norden. | Der gesamte Platz wird als Parkplatz genutzt. Die Ruine der Obermünster-Stiftskirche ist vom Platz aus zu erreichen, aber nur selten zugänglich. | Der westlich nur 200 m entfernte Emmeramsplatz ist über die Obermünsterstraße und die Obere Bachgasse zu erreichen. |      |
| Ostenallee Bezeichnung für den östlichen Abschnitt der Fürst-Anselm-Allee | Die Ostenallee wird durch den Ernst-Reuter-Platz und die ebenfalls verkehrsreiche D-Martin-Luther-Straße von der Fürst-Anselm-Allee getrennt. | Die Ostenallee verläuft parallel zur Von-der-Tann-Straße und zur Gabelsbergerstraße und endet am Villapark beim Ostentor in der Nähe der Königlichen Villa | Die Ostenallee ist Standort einiger Denkmäler | Die Ostenallee bildet die östliche Begrenzung des Welterbebereichs. Der Stobäusplatz als benachbarte, stark genutzte Verkehrsdrehscheibe ist nur 200 m östlich entfernt.                                                                                              |      |
| Platz der Einheit Den heutigen Namen hat der Platz zur Zeit der Deutschen Teilung nach 1949 erhalten. Nach dem 2. Weltkrieg hieß der Platz zunächst „Platz der Republik“. In der Zeit des Nationalsozialismus war der alte Name „Wittelsbacherplatz“ geändert worden zu „Hans Schemm-Platz“, dem damaligen Gauleiter der Bayerischen Ostmark. | Der Platz der Einheit liegt vor dem Jakobstor, dem westlichen Stadttor, dessen umgestaltete Brückentore erhalten sind. Ein Vorläufer des Platzes war der 1511 entstandene Lindenpark, der im 30-jhrg. Krieg zerstört, danach aber wieder aufgeforstet wurde. Heute liegt der Platz, der im 19. Jhdt. als Teil der Fürst-Anselm-Allee mit weiteren Bäumen bestückt wurde, außerhalb des Welterbereichs und hat wegen Verkehrsbelastung, aber auch als Folge von Baumaßnahmen nördlich der Tortürme, den Baumbestand bis auf die Randbereiche verloren. | Der Platz der Einheit ist mit der Prüfenigerstraße als der Ausfallstraße in die westlichen Vororte eine Verkehrsdrehscheibe im Westen der Stadt. Die nördliche und die südliche Zubringerstraße (Dr.-Johann-Maier-Straße bzw. Wittelsbacherstraße) haben ihren alten Baumbestand weitgehend erhalten. | Nach der Entstehung des Stadtparks um 1520 und nach dem Bau von Friedhöfen wurde der heutige Platz der Einheit und das Jakobstor für die Bevölkerung von Regensburg wichtige Stationen und Treffpunkte bei Spaziergängen, Ausflügen und bei Veranstaltungen mit Festzügen oder bei Wettkämpfen. Hier entstanden Sportschießstände und Gasthäuser | Das Kunstforum Ostdeutsche Galerie findet sich nördlich des Platzes in der Dr.-Johann-Maier-Straße. Am Beginn dieser Straße steht eine gotische Wegsäule |      |
| Prebrunnallee Bezeichnung für den westlichen Abschnitt der Fürst-Anselm-Allee, der beginnend am Platz der Einheit die Straßen Stahlzwingerweg und Dr. Johann Maier-Straße begleitet bis zum Herzogspark an der Donau. | Der Name der Allee ist zurückzuführen auf den ehemaligen außerhalb der Stadt Regensburg liegenden Vorort Prebrunn. Der Ort war besiedelt von Fischern und Handwerkern, die Töpferei und Ziegelbrennerei betrieben und auf enge Beziehungen zu Regensburg angewiesen waren. | Als durch den Bau der Prebrunnbastei der schnelle Zugang nach Regensburg am Ufer der Donau abgeschnitten worden war, bekam der Weg zum Jakobstor auf dem heute die Prebrunnallee verläuft als Transportweg große Bedeutung. Für Kleinhändler wurde am nördlichen Ende des Stahlzwingerweges, wo die Stadtmauer verlief, ein eigener Mauerdurchgang mit Brücke über den Stadtgraben geschaffen, das sog. „Prebrunner Türl“ | Ein Großteil der Bebauung der Prebrunnallee wurde um die Wende vom 19. zum 20. Jahrhundert im Stil des Spätklassizismus, des Neubarocks oder der Neurenaissance geschaffen. | In Fortsetzung der Wittelsbacherstraße bildet die Prebrunnallee die westliche Begrenzung des Welterbebereichs und führt vom Platz der Einheit am Jakobstor zum Herzogspark und zum Württembergischen Palais, in dem das Naturkundemuseum Ostbayern untergebracht ist. |      |

## Liste der Plätze R, S
| Name | Ortsangabe | Erläuterungen | Beschreibung | Umgebung | Bild |
| --- | --- | --- | --- | --- | ---- |
| Rathausplatz Gemeint ist der Platz vor dem Alten Rathaus im Zentrum der Altstadt. Das Neue Rathaus, erbaut um 1935 liegt in der westlichen Altstadt am Dachauplatz und hat nur einen großen Innenhof. | Der Rathausplatz vor dem Alten Rathaus, der von der Ost- und der Südfassade des Alten Rathauses begrenzt wird, ist Teil der im Süden des Platzes verlaufenden Ost-West-Straße, die hier „Neue-Waag-Gasse“ heißt und den Kohlenmarkt mit dem Haidplatz verbindet. Mit Ausmaßen von ca. 50 m × 50 m ist der Rathausplatz recht klein. | Eine schmale Gasse führt im Norden durch einen Torbogen, der beide Rathausflügel verbindet, auf ein freies Areal hinter dem Rathaus, das in den 1950er Jahren nach Abbruchmaßnahmen des damals eng bebauten Areals entstanden ist. Die schmale Gasse heißt „Zum Roten Herzfleck“ nach dem im Jahr 2000 sanierten, ehemaligen Gasthaus „Zum Roten Herzen“, das heute von der Stadt genutzt wird. Der Weg nach Norden führt weiter zur „Keplerstraße“ an der Donau.                                                    | Vom Rathausplatz aus gut sichtbar sind: 1. das Eingangsportal zum Reichsaal, mit den Figuren „Schutz“ und „Trutz“ als den Bewachern, 2. der spätgotische Kaiser-Erker , 3. die aus dem 15. Jahrhundert stammenden, links am Portalbau angebrachten, an den Enden gewinkelte Eisenstäbe, die Stadtmaße,: der Stadt-Schuh, die Stadt-Elle und der Stadt-Klafter. | Das dem Rathaus südlich gegenüber liegende, um 1300 erbaute Dollingerhaus mit dem zur Straße hin offenen Dollingersaal, wurde 1889 abgerissen. Abgüsse der Plastiken im Festsaal zur Dollingersage wurden gerettet und gelangten auf Umwegen in einen Raum des barocken Rathauses am Zieroldsplatz, der dem Rathausplatz östlich benachbart ist. |      |
| Schopperplatz Der Name des Platzes beruht auf der Berufsbezeichnung für die sog. „Schopper“. Das waren Handerwerker, die die Aufgabe hatten, bei Schiffskähnen die Fugen zwischen den Planken wasserdicht abzudichten, was „schoppen“ genannt wurde. | Der Schopperplatz liegt auf der Donauinsel Oberer Wöhrd, die von der Altstadt aus über die Steinerne Brücke oder über den Eisernen Steg in Verlängerung des Weißbergergrabens zu erreichen ist. Auf dem Oberen Wöhrd liegt der Schopperplatz südlich des nördlichen Donauarms südlich der Lieblstraße am westlichen Ende der Badstraße                                                                                                   | Der Schopperplatz ist Standort der RT-Halle, der ehemaligen Halle der Regensburger Turnerschaft, die heute als städtische Mehrzweckhalle genutzt wird. Westlich anschließend an den Schopperplatz findet sich ein Sportplatz und das städtische Freibad sowie der sog. Inselpark. | Der Schopperplatz ist ein beliebtes Wohngebiet, das mit dem PKW nur von Norden her über die Oberpfalzbrücke (Europakanal) und den Pfaffensteiner Steg (Nordarm der Donau) erreichbar ist. | Der Stadtteil Stadtamhof ist fußläufig im Osten erreichbar. Die Kanalstaustufe Regensburg mit Donauübergang ist 500 m westlich und der Dultplatz 500 m östlich entfernt. |      |
| Schwanenplatz Der Name des Platzes geht zurück auf den ehemaligen Gasthof „Zum Silbernen Schwan“, der bis 1820 in der vom Platz nördlich weiterführenden Kalmünzergasse im Haus Nr. 6 betrieben wurde. Der Gasthof wurde 1965 abgebrochen. | Nach dem Bau des Kolpinghauses, das wie ein Riegel die gesamte Straßenbreite einnahm, wurden 1965 viele Häuser der ehemals beidseitig bebauten Kalmünzergasse, abgebrochen, um Zufahrtstraßen im Osten zur Ostengasse und im Westen über die Kolpingstraße zum St. Georgenplatz zu ermöglichen. | Durch den Bau des Kolpinghauses und die folgenden Abbruchmaßnahmen der teilweise auch durch Bombentreffer beschädigten Häuser der Kalmünzergasse verlor der Schwanenplatz seine ursprüngliche Einbindung in die Bebauung und wurde jahrelang als Parkplatz genutzt. Durch Eröffnung des Museums der Bayerischen Geschichte (2018) änderten sich die Rahmenbedingungen. | Zukünftig soll die bisherige Süd-Nord-PKW-Trasse über Dachauplatz, Kolpingstraße, St. Georgenplatz und Eiserne Brücke nur noch von Bussen und von der geplanten Stadtbahn genutzt werden. Deshalb konnten 2018 Schwanenplatz und Umgebung neu gestaltet werden.                                                                                                | Der Schwanenplatz ist im Süden durch die Bertholdstraße von der Minoritenkirche getrennt, der Kirche des ehemaligen Minoritenklosters. In der Bertholdstraße befindet sich das Kulturzentrum der Stadt Regensburg in einem mittelalterlichen Getreidespeicher, dem sog. Leeren Beutel.                                                           |      |
| St. Georgenplatz Der Name des Platzes ist auf die dem Platz westlich benachbarte, ehemalige romanische Kapelle St. Georg und Afra zurückzuführen. Fensteröffnungen der Kapelle sind in der freiliegenden Ostmauer des Hauses Unter den Schwibbögen Nr. 8 sichtbar, seit sie 1905 gemeinsam mit der ebenfalls dort freiliegenden Rundung der Römermauer nach dem Abbruch eines Hauses zufällig aufgedeckt wurden.                                     | Der Niveauunterschied zwischen Plätzen in der oberen Altstadt (Alter Kornmarkt, Domplatz) wird deutlich, wenn man am Ende der Erhardigasse eine Treppe herabsteigen muss, um auf den Georgenplatz zu gelangen. Dort am östlichen Ende der Gasse „Unter den Schwibbögen“ stand ehemals der Torturm der Arnulfinischen Stadtmauer, der mit dem Bau der mittelalterlichen Stadtmauer nach 1300 zu einem Uhrturm und 1868 abgebrochen wurde. | Folgt man der Rundung der Römermauer nach Westen in die Gasse „Unter den Schwibbögen“ trifft man nach 100 m auf die Porta Prätoria. Folgt man der Rundung der Römermauer nach Süden folgt man entlang der „Kolpingstraße“ der Römermauer, unterquert den die Römerauer überragendem Chor der aufgelassen Pfarrkirche St. Peter und Paul des Stifts Niedermünster und trifft im Untergeschoss des Parkhauses Dachauplatz auf einen 65 m langen Abschnitt der Römermauer, der dort mit Informationen präsentiert wird. | Der Platz liegt nur wenig südlich vom Marc-Aurel-Ufer an der Thundorferstraße. die verschiedenen Schiffsanlegestellen an der Donaulände sind schnell erreichbar. | Der St. Georgenplatz ist zwar Anlaufpunkt zum Besuch des benachbarten Museums der Bayerischen Geschichte, kann aber nicht als Parkplatz genutzt werden. Der Platz soll von der künftigen Stadtbahn erschlossen werden, die von hier aus nach Norden über die Eiserne Brücke und die Nibelungenbrücke beide Arme der Donau quert.                 |      |
| St. Katharinen-Platz Der Name des Platzes nördlich der Donau im Stadtteil Stadtamhof geht zurück auf die St. Katharinenspitalstiftung, auf deren Gelände der Platz liegt. Seit Beginn des 13. Jahrhunderts betreibt die Stiftung auf dem nur für Fußgänger zugänglichen Platz in einigen Gebäuden einige Institutionen: die Spitalpfarrkirche St. Katharina, das Spitalarchiv, ein Altenheim und eine Brauerei, heute mit Restaurant und Biergarten. | Der St. Katharinen-Platz liegt am nördlichen Ende der für den Autoverkehr gesperrten Steinernen Brücke. Von dort aus ist auch der Biergarten zugänglich. Platz und Biergarten sind aber nach Überquerung der beiden Donauarme auf dem Eisernen Steg und dem Paffensteiner Steg auch von Osten her fußläufig erreichbar. | In Verlängerung der von Ost nach West durch Stadtamhof verlaufenden Andreasstraße ist der Katharinenplatz auch fußläufig zu erreichen, wenn man am Ende der östlichen Basarbauten an der von Nord nach Süd verlaufenden Hauptstraße Stadtamhofs den dort vorhandenen Torbogen als Eingang zum Katharinenplatz nutzt. Nach Querung des Platzes erreicht man den direkt anschließenden Franziskanerplatz. | Ebenso wie die gesamte Bebauung von Stadtamhof wurden die Gebäude auf dem Katharinenplatz sowohl im Laufe des 30-jährigen Krieges als auch während des fünften napoleonischen Koalitionskrieges stark zerstört. | Da Stadtamhof weder mit dem PKW angefahren werden sollte, noch mit dem Busverkehr gut erreichbar ist, muss man den 500 m entfernten Dultplatz als Parkplatz nutzen. Nach Stadtamhof führt der Weg am Europakanal, vorbei an der Schmalspur-Lokomotive der ehemaligen Walhallabahn, die bis 1968 betrieben wurde.                                 |      |
| Stobäus-Platz Der Platz trägt seinen Namen nach Bürgermeister Oskar von Stobäus. Nach dem 1810 erfolgten Anschluss Regensburgs an Bayern war es die Aufgabe von Stobäus in seiner Amtszeit von 1868 bis 1903, nach dem Abbruch fast aller Stadtmauern und Tortürme den Verlauf von Straßen und Plätzen in der Altstadt, ihre Bebauung und die Infrastruktur zu planen.                                                                               | Der Stobäusplatz entstand nach 1904, nachdem im östlichen Vorland der Stadt nach Abriss der Stadtmauern das Neubaugebiet Reichsstraße entstanden war. Auf dem neuen Platz wurden Greflingerstr., Sedanstr. und Luitpoldstr. zusammengeführt. | Heute liegt der Stobäusplatz zwar 300 m südöstlich der Ostenallee und damit etwas außerhalb des Welterbebereichs, hat aber wegen vieler Straßenanschlüsse eine große Bedeutung für die Verteilung von Verkehrsflüssen. | Mit Landshuterstr. und Luitpoldstr. führen zwei große Straßen zum Ernst-Reuter-Platz und damit mitten in das Zentrum des Welterbegebietes. Mit Gabelsbergerstr., Sedanstr. und Weißenburgstr., leiten drei Straßen den Verkehr am Welterbegebiet vorbei. | 1906 wurde ein Brunnen von German Bestelmeyer auf dem Platz errichtet. |      |

## Liste der Plätze V, W, Z
| Name | Ortsangabe | Erläuterungen | Beschreibung | Umgebung | Bild |
| --- | --- | --- | --- | --- | ---- |
| Vier Eimer Platz Der Platz trägt seinen Namen nach einem Brunnen über dessen steinernes Gebälk mit zwei Rädern zwei Ketten mit jeweils zwei Eimern liefen. Der Hebemechanismus war so konstruiert, dass beim Hochziehen von zwei gefüllten Eimern die beiden geleerten Eimer nach unten sanken. So konnten zwei Personen zeitgleich Wasser schöpfen. | Der Vier Eimer Platz ist durch die schmale Viereimergasse mit dem nördlich benachbarten Kassiansplatz verbunden, der im Norden unmittelbar an den Neupfarrplatz anschließt. | Der beschriebe Vier-Eimer-Brunnen erhielt sich nur bis zum Ende des 19. Jahrhunderts. Über den heutigen Brunnen liegen keine Informationen vor. | Der Vier Eimer Platz und der Brunnen wurden im Zuge der Sanierung der Fußgängerzone nach 2017 aufwändig saniert. | Über die vom Platz nach Süden abzweigende Simadergasse ist der Vier Eimer Platz mit der Obermünsterstr. und dem Jesuitenplatz verbunden. Sehenswert ist das dort auch vom Platz aus sichtbare Nachkriegsbaudenkmal „Gloria-Kino“, über dessen Nutzung seit langer Zeit diskutiert wird. |      |
| Villapark Der Villapark trägt seinen Namen nach der Villa, die 1856 im Osten der Alt-stadt nach Plänen des Münchner Architekten Ludwig Foltz für König Maximilian II. errichtet wurde. Auf dem östlichen Außengelände der Villa, der ehemaligen Osten-bastei, wo es schon vor Erbauung der Villa zur Zeit des Landesherren Karl Theodor von Dalberg Gartenanlagen gab, entstand, gestaltet als Landschaftspark vom königlichen Hofgärtner Carl Effner, der heutige Villapark. | Die Begrenzung des Schlossgeländes im Osten war durch den vor dem Ostentor verlaufenden Stadtgraben vorgegeben. Noch heute ist der ca. 5 m breite Stadtgraben erhalten, begrenzt den Villapark nach Westen und kann z. B. im Rahmen von Veranstaltungen genutzt werden.               | Schon vor dem Bau der Königlichen Villa war das Gelände der hoch gelegenen, mit Bäumen bestandenen Ostenbastei als Aussichtspunkt bekannt. 1817 wurde ein mit einem kleinen Aussichtstempel bebautes altes Basteifundament als Gartenwirtschaft Bellevue mit Fernsicht auf die Berge des Bayerischen Waldes sehr beliebt. | Als östliches Pendant zum Herzogspark am Standort der ehemaligen Westenbastei bildet der Villapark an der ehemaligen Ostenbastei den östlichen Abschluss der die Altstadt umfassenden Fürst-Anselm-Allee 2014 wurde der Villapark anhand der alten Pläne des königlichen Hofgärtners Carl Effner neu gestaltet.                          | Der nördliche Zugang zum Villapark liegt östlich vor dem Ostentor, dort wo die Adolf-Schmetzer-Straße endet. Diese Straße war 1964 als eine die Stadt durchquerende, vierspurige Ost-West-Straße geplant, ein Vorhaben, das nicht verwirklicht wurde. Der südliche Zugang zum Villapark liegt an der Donaulände etwas westlich der Nibelungenbrücke, dort wo noch Reste alter Hafenanlagen erhalten sind. |      |
| Watmarkt Der Platz hat seinen Namen nach den mittelhochdeutschen Worten waeten und Wat was bedeutet sich bekleiden bzw.Kleid oder Kleiderstoff. Der Watmarkt ist demnach der Platz, auf dem mit Kleidung, Stoffen und Tuch gehandelt wurde. Der Name des Platzes erscheint bereits ab 1329. | Der Platz Watmarkt ist das abschüssige Ende einer zunächst schmalen Gasse gleichen Namens, die vom Krauterer Markt westlich abzweigt. Die nördliche Bebauung der Gasse, z. B. das Goliathhaus, erstreckt sich bis zur Goliathstraße.                                                  | Die nur ca. 100 m lange Gasse Watmarkt führt ins beengte Gängeviertel, verbreitert sich und knickt am Ende unter Verbreiterung als abschüssiger Platz Watmarkt nach Norden zur Goliathstraße ab. | Am südlichen, hoch gelegenen Ende des abschüssigen Platzes steht der Geschlechterturm Baumburger Turm | Südlich abzweigend vom Watmarkt gelangt man durch das Gängeviertel über die Tändlergasse zum Neupfarrplatz und über die Kramgasse zur Wahlenstraße, zum Kohlenmarkt und zum Rathausplatz. |      |
| Weinlände Der Name benennt den Abschnitt der Donau-lände zwischen ehemali-gem Fischmarkt und Fleischhaus im Osten und Holzlände im Westen, auf dem der Weinhandel stattfand. Heute liegt dieser ca. 400 m lange Abschnitt der Keplerstraße zwischen der vom Haidplatz kommenden Weingasse und dem vom Arnulfsplatz kommenden Weißgerbergraben. | Auf dem zugehörigen Abschnitt der Donaulände mit seinen Bauten wurden alle Maßnahmen abgewickelt, die mit dem Weinhandel zusammenhängen. Hier wurden Weinfässer aus den Anbaugebieten Main / Neckar, Österreich, und Südtirol angeliefert, entladen, verzollt, gelagert und verkauft. | Die Anlieferung auf der Donau war abhängig von Wasserstand und Wetterverhältnissen. Der Abtransport war mühsam, denn viele Güter mussten durch spezielle verriegelbare Öffnungen in der Stadtmauer hindurch über kurze Zubringer-gassen (z. B. Am Schallern) in die Stadt befördert werden.                               | Für den Winter 1826 ist ein Eisgang beschrieben, der zur Blockade der Steinernen Brücke und in der Folge zu einer so starken Auftürmung von Eisschollen an der Weinlände führte, dass dort steinerne Pfeiler aufgestellt werden mussten, um das Eindringen von Eisschollen durch die Transportöffnungen in der Stadtmauer zu verhindern. | Erhalten ist der Weinstadel,Keplerstr. 14. der 1527 vom Stadtbau-meister Albrecht Altdorfer unter Einbeziehung der Stadtmauer erbaut wurde. Auch das Mauthaus mit Tor (Keplerstr. 12) ist erhalten. Das 1610 erbaute Weintor ging nach 1850 verloren beim Neubau des Bayerischen Zollamtes (Keplerstr. 16).                                                                                               |      |
| Wurstkuchelplatz Die nicht offizielle Bezeichnung des Platzes benennt den Standort der dort befindlichen, sog. Historischen Wurstkkuchl. Nach 1800 trug der Platz für kurze Zeit den Namen „Am Krahncher Tor“, nach dem damals dort stehenden Entladekran. | Der Platz liegt unmittelbar östlich neben dem Salzstadel und der Steinernen Brücke am Ufer der Donau an der Weißen Lamm-Gasse, als der Verlängerung der Thundorferstr. | Die Wurstkuchl, die seit dem Bau der Steinernen Brücke mehrere Garküchen als Vorläufer hatte, stammt aus dem 17. Jhd. und hat ein Stück der Stadtmauer als Rückwand. | Der Platz ist der von Touristen meistbesuchte Platz. Man findet dort ein Modell der mittelalterlichen Stadt umgeben von der Stadtmauer. | Steinerne Brücke, Salzstadel, Donaulände Marc-Aurel-Ufer, Schifffahrtsmuseum, Anlegeplätze für Ausflugsschifffahrten. |      |
| Zieroldsplatz Der erst seit 1742 übliche Name des Platzes geht zurück auf einen städtischen Juristen, dessen Familie im 18. Jhd. dort Haus-besitzer (Haus Nr. 2) war. Ursprünglich hieß der Platzes Beim Markturm nach dem am Eck zum Kohlenmarkt stehenden, 1347 erbau-ten, 1706 abgebrannten Marktturm. | Der Zieroldsplatz verbindet den Kohlenmarkt mit der Keplerstraße, spaltet sich aber vorher nach Norden hin in zwei Gässchen auf, den ″Schmerbühl, der zum ehemaligen Fleischhaus führte und das Fischgässel, das am Fischmarkt endet.                                                 | Dort wo die beiden Gässchen beginnen steht seit 1978 die Statue des in Regensburg geborenen Sohnes von Barbara Blomberg und Kaiser Karl V. Don Juan d'Austria. Die Statue ist eine Kopie des Standbildes, das 1572 in Messina geschaffen wurde.                                                                           | Die heutige Häuser-gruppe Nr. 3 wurde erst ab 1962 durch einen substabzbewahrenden Umbau bestehender Gebäude geschaffen. Dabei wurde der ins teilweise kriegszerstörte Erhardihaus ausgela-gerte Dollingersaal in die dort neu geschaffenen Veranstaltungsräume eingebaut.                                                               | Zusammen mit den benachbarten Plätzen Kohlenmarkt und Rathausplatz ist der Zieroldsplatz ein sehr beliebter Standort beim jährlichen Jazz-Weekend. |      |